# شچیولکوفو
شهر شچیولکوفو (به روسی: Щёлково) در کشور روسیه و در اوبلاست مسکو واقع شده‌است.